# Ateliers de construction de Familleureux

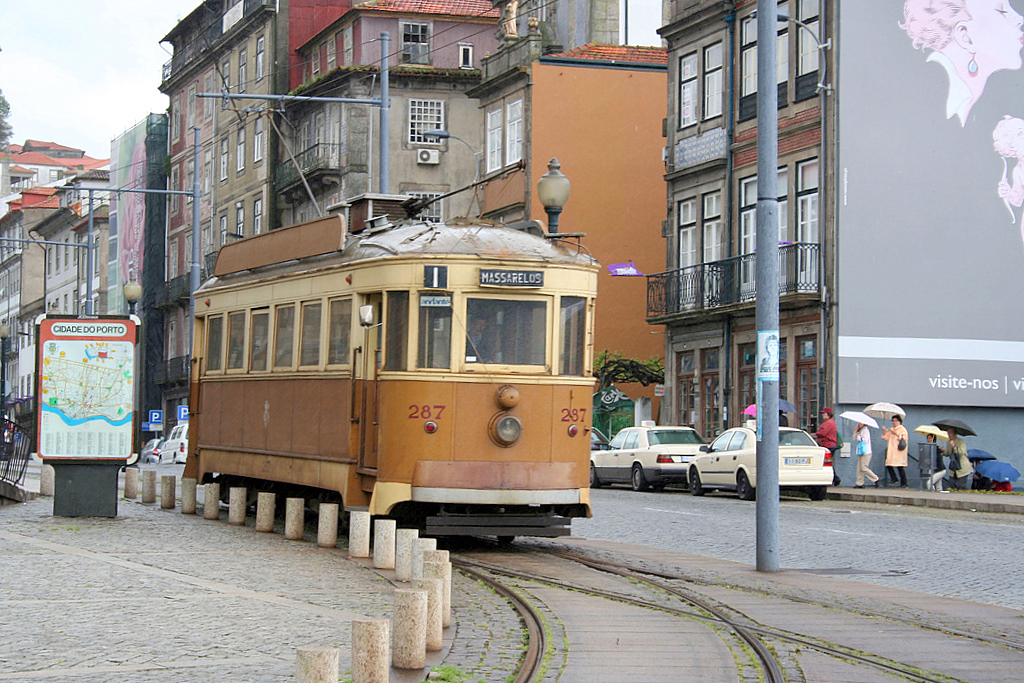
Een door de firma gebouwde tram die dienstdeed in Porto. Het was daar bekend als de Belga.

De firma Ateliers de construction de Familleureux, uit de gelijknamige plaats in België, was een fabrikant van spoorwegmaterieel.
De firma werd opgericht op 20 september 1919 en kwam voort uit de firma Société anonyme des anciennes usineset Fonderies Buissin, dat door Henri Buissin werd opgericht op 16 november 1900 in Familleureux. De werkplaatsen maakten spoorwegmaterieel maar ook legervoertuigen zoals de Vickers Armstrong Utility en trams.
Na de oorlog fuseerde het op 2 december 1959 met een aantal andere firma's tot de Ateliers Belges Reunis. Na de fusie bleef de fabriek open en maakte het onder meer de AMX-13 VTT in licentie.
1. ↑  Armoured Utility Tractor